# Friedrich Richter (Architekt, 1909)
Friedrich Eduard Richter (* 1. September 1909 in Dux, Königreich Böhmen, Österreich-Ungarn, heute Duchcov, Tschechien; † 12. Februar 1991) war ein deutscher Architekt.
Richter war der Sohn von Eduard Richter (* 1883) und Anna Waldert (* 1882). Nach dem Zweiten Weltkrieg kam er nach Burggrafenhof, Gemeinde Keidenzell, heute Langenzenn. 1951 zog er nach Langenzenn und eröffnete ein Architekturbüro. Als Architekt prägte er das Stadtbild von Langenzenn. Er entwarf die beiden vom Heimatverein aufgestellten Brunnen (Hopfenbrunnen und Augustinerbrunnen).
Bei der Planung des Heimatmuseums Langenzenn wirkte er mit. Von 1966 bis 1973 war er Vorsitzender des Heimatvereins und danach Ehrenvorsitzender.
Die von ihm entworfenen Kirchen St. Marien und Christkönig in Fürth stehen mittlerweile unter Denkmalschutz.